# Miasteczko Krajeńskie (gmina)
Miasteczko Krajeńskie – gmina miejsko-wiejska w województwie wielkopolskim, w powiecie pilskim. W latach 1992–1998 gmina położona była w województwie pilskim.
Siedziba gminy to Miasteczko Krajeńskie.
Według danych z 30 czerwca 2004 gminę zamieszkiwały 3192 osoby.

## Historia
Gmina powstała 24 października 1940 z części obszaru gminy Białośliwie i funkcjonowała aż do reformy gminnej 1954. Następnie istniały gromady Miasteczko Kraińskie (1954–1972) i Grabówno (1954–1958). W związku z reformą administracyjną 1973 roku gmina nie została reaktywowna, lecz wraz ze zniesionym miastem Miasteczko Krajeńskie weszła ponownie w skład gminy Białośliwie. Została reaktywowana dopiero 1 stycznia 1992. 1 stycznia 2023 zmieniła status z wiejskiego na wiejsko-miejski w związku z odzyskaniem przez Miasteczko Krajeńskie statusu miasta.

## Struktura powierzchni
Według danych z roku 2002 gmina Miasteczko Krajeńskie ma obszar 70,72 km², w tym:
- użytki rolne: 63%
- użytki leśne: 26%

Gmina stanowi 5,58% powierzchni powiatu.

## Demografia

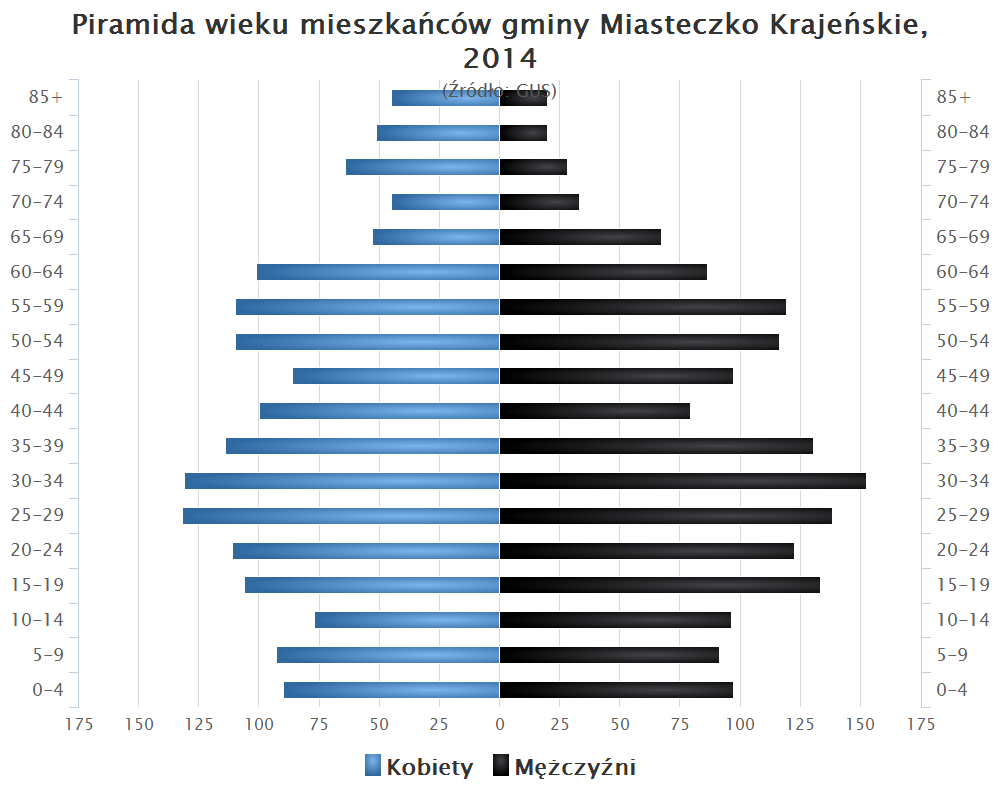
Piramida wieku mieszkańców gminy Miasteczko Krajeńskie w 2014 roku

Dane z 30 czerwca 2004:
| Opis                              | Ogółem | Ogółem | Kobiety | Kobiety | Mężczyźni | Mężczyźni |
| --------------------------------- | ------ | ------ | ------- | ------- | --------- | --------- |
| jednostka                         | osób   | %      | osób    | %       | osób      | %         |
| populacja                         | 3192   | 100    | 1582    | 49,6    | 1610      | 50,4      |
| gęstość zaludnienia (mieszk./km²) | 45,1   | 45,1   | 22,4    | 22,4    | 22,8      | 22,8      |

## Sołectwa
Arentowo, Brzostowo, Grabionna, Grabówno, Miasteczko-Huby, Miasteczko Krajeńskie, Okaliniec, Wolsko.
Miejscowość bez statusu sołectwa: Solnówek.

## Sąsiednie gminy
Białośliwie, Chodzież, Kaczory, Szamocin, Wysoka